# Xanthorhoe placida
Xanthorhoe placida är en fjärilsart som beskrevs av Louis Beethoven Prout 1925. Xanthorhoe placida ingår i släktet Xanthorhoe och familjen mätare. Inga underarter finns listade i Catalogue of Life.